# Phyllastrephus strepitans
Phyllastrephus strepitans là một loài chim trong họ Pycnonotidae.